# Thinwin
Thinwin est un village situé dans le canton de Mingin, dans le district de Kale, dans la région de Sagaing, dans l'ouest de la Birmanie.